# Бертран (Нью-Брансвік)
Бертран (англ. Bertrand) — село в Канаді, у провінції Нью-Брансвік, у складі графства Глостер.

## Населення
За даними перепису 2016 року, село нараховувало 1166 осіб, показавши зростання на 2,1%, порівняно з 2011-м роком. Середня густина населення становила 20,3 осіб/км².
З офіційних мов обидвома одночасно володіли 525 жителів, тільки французькою — 640. Усього 5 осіб вважали рідною мовою не одну з офіційних.
Працездатне населення становило 56,1% усього населення, рівень безробіття — 18,3%.
Середній дохід на особу становив $31 410 (медіана $25 067), при цьому для чоловіків — $36 907, а для жінок $26 590 (медіани — $29 995 та $21 914 відповідно).
18,6% мешканців мали закінчену шкільну освіту, не мали закінченої шкільної освіти — 34,3%, 47,5% мали післяшкільну освіту, з яких 28,9% мали диплом бакалавра, або вищий.
| Статево-вікова структура населення | Статево-вікова структура населення | Статево-вікова структура населення | Статево-вікова структура населення | Статево-вікова структура населення |
| ---------------------------------- | ---------------------------------- | ---------------------------------- | ---------------------------------- | ---------------------------------- |
|                                    |                                    |                                    |                                    |                                    |
| Всього                             | Всього                             | 49,1%50,9%                         |                                    |                                    |
| 0 — 14 років                       | 0 — 14 років                       |                                    | 11,2%                              | 11,2%                              |
| 15 — 64 років                      | 15 — 64 років                      |                                    | 59,2%                              | 59,2%                              |
| 65 і більше                        | 65 і більше                        |                                    | 29,6%                              | 29,6%                              |
| 85 і більше                        | 85 і більше                        |                                    | 4,3%                               | 4,3%                               |
| Середній вік (років)               | Середній вік (років)               | 48,851,0                           | 49,9                               | 49,9                               |
| Медіана (років)                    | Медіана (років)                    | 53,754,5                           | 54,1                               | 54,1                               |
| — чоловіки — жінки                 |                                    |                                    |                                    |                                    |

| Походження мешканців:     | Походження мешканців:     | Походження мешканців: | Походження мешканців: | Походження мешканців: |
| ------------------------- | ------------------------- | --------------------- | --------------------- | --------------------- |
| Походження                |                           |                       | осіб                  | %                     |
| Корінні американці        | Корінні американці        |                       | 25                    | 2.16%                 |
| Інше північноамериканське | Інше північноамериканське |                       | 1 050                 | 90.91%                |
| Європейське               | Європейське               |                       | 275                   | 23.81%                |
| британське                | британське                |                       | 50                    | 4.33%                 |
| французьке                | французьке                |                       | 225                   | 19.48%                |

## Клімат
Середня річна температура становить 4,4°C, середня максимальна – 21,8°C, а середня мінімальна – -15,9°C. Середня річна кількість опадів – 1 114 мм.
| Клімат поселення                              | Клімат поселення | Клімат поселення | Клімат поселення | Клімат поселення | Клімат поселення | Клімат поселення | Клімат поселення | Клімат поселення | Клімат поселення | Клімат поселення | Клімат поселення | Клімат поселення | Клімат поселення |
| Показник                                      | Січ.             | Лют.             | Бер.             | Квіт.            | Трав.            | Черв.            | Лип.             | Серп.            | Вер.             | Жовт.            | Лист.            | Груд.            |                  |
| Середній максимум, °C                         | −4,25            | −3,79            | 1,44             | 7,54             | 14,64            | 20,43            | 21,84            | 21,26            | 16,11            | 10,17            | 4,36             | −2,65            |                  |
| Середня температура, °C                       | −10,09           | −9,62            | −4,36            | 1,71             | 8,80             | 14,60            | 18,54            | 17,96            | 12,80            | 6,86             | 1,05             | −5,95            |                  |
| Середній мінімум, °C                          | −15,92           | −15,45           | −10,21           | −4,12            | 2,96             | 8,75             | 15,24            | 14,65            | 9,50             | 3,56             | −2,26            | −9,28            |                  |
| Норма опадів, мм                              | 92               | 78               | 92               | 80               | 95               | 76               | 91               | 102              | 82               | 111              | 107              | 108              |                  |
| Середньомісячна швидкість вітру, м/с          | 5.00             | 4.79             | 4.70             | 4.44             | 4.10             | 3.79             | 3.40             | 3.50             | 3.85             | 4.39             | 4.66             | 5.05             |                  |
| Середньомісячна сонячна радіація, кДж/м²·день | 4785             | 8402             | 12405            | 15664            | 18443            | 20343            | 19738            | 17333            | 12631            | 7786             | 4546             | 3546             |                  |
| --------------------------------------------- | ---------------- | ---------------- | ---------------- | ---------------- | ---------------- | ---------------- | ---------------- | ---------------- | ---------------- | ---------------- | ---------------- | ---------------- | ---------------- |
| Джерело:                                      |                  |                  |                  |                  |                  |                  |                  |                  |                  |                  |                  |                  |                  |